# Parides montezuma
Parides montezuma är en fjärilsart som först beskrevs av John Obadiah Westwood 1842.  Parides montezuma ingår i släktet Parides och familjen riddarfjärilar. Inga underarter finns listade i Catalogue of Life.

## Bildgalleri

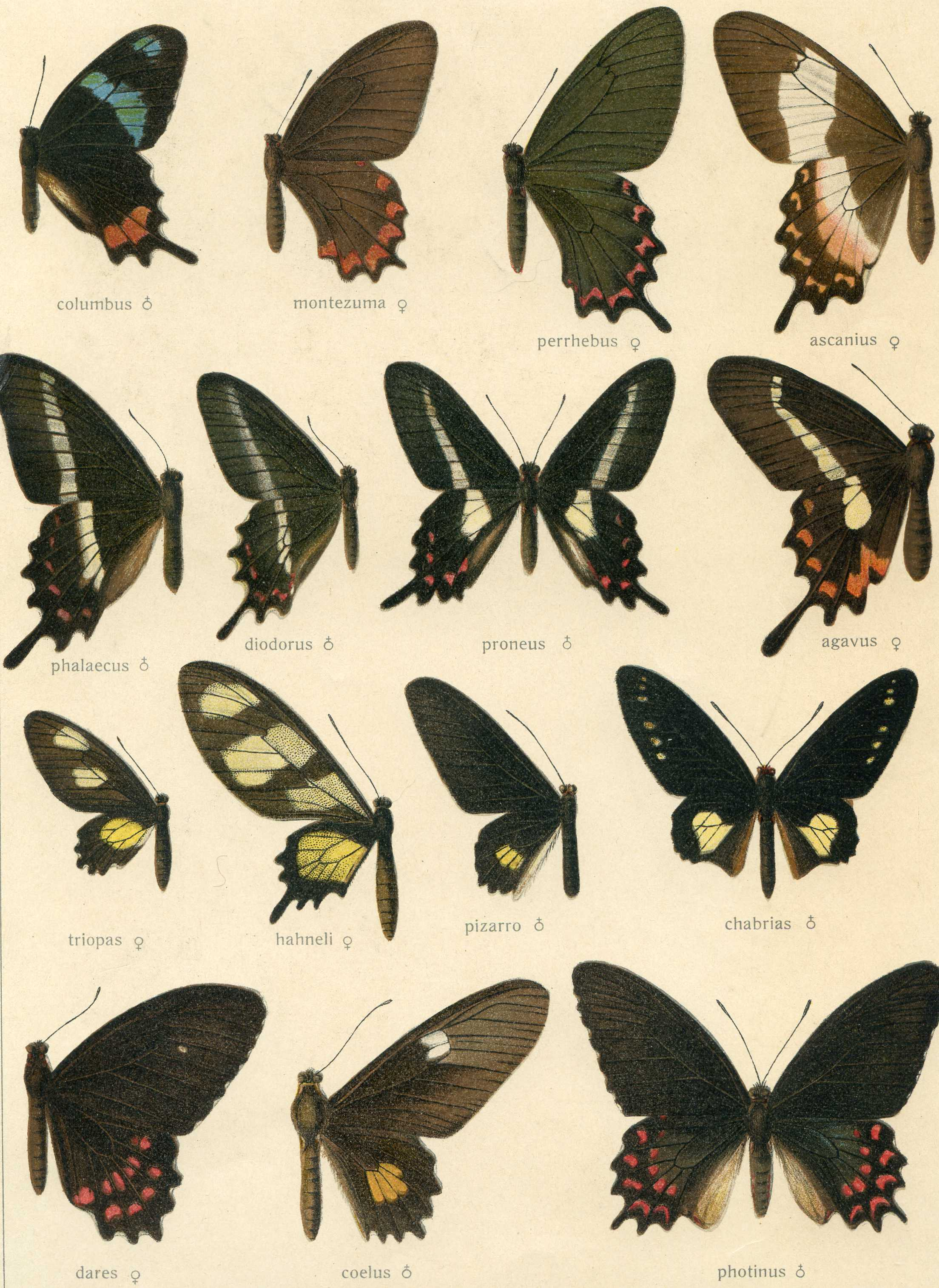